# Paul LePage
Paul LePage (Lewiston, Maine, 9 de octubre de 1948) es un político estadounidense del Partido Republicano. Desde 2011 a 2019, ocupó el cargo de gobernador de Maine.
LePage fue gerente general de la cadena de descuento 14-store de Excedentes de Marden y salvamento desde 1996 hasta 2011. Fue concejal de la ciudad en Waterville, Maine durante dos períodos antes de servir como alcalde de Waterville (2003-11). Fue elegido gobernador de Maine con una pluralidad en una carrera de cuatro candidatos en 2010 y fue reelegido con otra pluralidad en una elección de tres candidatos 2014.